# Betsizaraina
Betsizaraina è una città e comune del Madagascar situata nel distretto di Mahanoro, regione di Atsinanana. 
La popolazione del comune rilevata nel censimento 2001 era pari a 26 877 unità.